# 蒙图瓦拉蒙塔涅
蒙图瓦拉蒙塔涅（法語：Montois-la-Montagne，法語發音：[mɔ̃twa la mɔ̃taɲ]）是法国摩泽尔省的一个市镇，位于该省西部，和默尔特-摩泽尔省接壤，属于梅斯区。

## 地理
蒙图瓦拉蒙塔涅（49°13'3"N, 6°1'20"E）面积7.1 平方千米，位于法国大東部大區摩泽尔省，该省份为法国东北部内陆省份，是洛林的一部分，西南接默尔特-摩泽尔省，东临下莱茵省，北与卢森堡和德国接壤。
与蒙图瓦拉蒙塔涅接壤的市镇（或旧市镇、城区）包括：奥梅库尔、热夫、阿姆内维尔、大穆瓦约夫尔、龙库尔、圣玛丽欧谢讷。

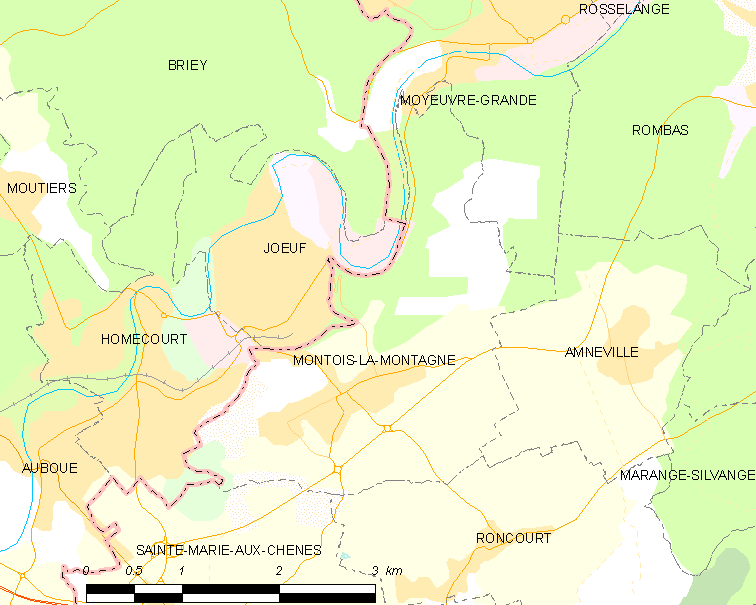
蒙图瓦拉蒙塔涅的OSM定位图

蒙图瓦拉蒙塔涅的时区为UTC+01:00、UTC+02:00（夏令时）。

## 行政
蒙图瓦拉蒙塔涅的邮政编码为57860，INSEE市镇编码为57481。

## 政治
蒙图瓦拉蒙塔涅所属的省级选区为龙巴县。

## 人口

1962-2008年间蒙图瓦拉蒙塔涅人口变化图示

蒙图瓦拉蒙塔涅于2022年1月1日时的人口数量为2717人。